# Phare Obereversand
Le phare Obereversand (en allemand : Leuchttrum Obereversand) ou phare Eversand Oberfeuer est un phare actif situé sur le front de mer de Dorum (Arrondissement de Cuxhaven - Basse-Saxe), en Allemagne. Il est géré par le Parc national de la mer des Wadden de Basse-Saxe.

## Histoire
Le phare a été construit de 1886 à 1887 pour le compte de la ville hanséatique de Brême et l'AG Weser. Entre 1887 et 1923, ce feu directionnel arrière (Eversand Oberfeuer)  dirigea conjointement avec le feu avant (Eversand Unterfeuer)  le trafic maritime dans la zone de l'estuaire de la Weser et la principale voie navigable qui s'y trouvait.
En raison de la relocalisation des bancs de sable dans la Weser, le cours d'eau principal a été dévié en 1922. Les deux feux ont perdu leur fonction dès 1923. Par la suite, nil a continué à servir de balise de sauvetage pour être un refuge pour les naufragés en mer des Wadden et a été maintenu en l'état jusqu'en 1994/95 avant d'être endommagé en sous-structure.
En mars 2003, le transfert du phare a été effectué à Dorum. La ville hanséatique de Brême a pris en charge la majorité des coûts d’exécution (environ 1,8 million d’euros). Le phare a été installé au bout d'une nouvelle jetée et doté d'une tourelle latérale pour accéder à la plateforme. Remis en service le premier août 2004, le phare sert maintenant de feu de port à Dorum Neufeld qui est le centre de l’attraction touristique Erlebnisraum Wattenmeer. Il se visite le week-end.
À l'origine, la tour était dotée d'un feu à lentille de Fresnel et d'un objectif catadioptrique. Sa distance focale était de 500 mm. Au départ, une lampe à pétrole à trois têtes fournissait une lumière qui était visible jusqu'à 12 milles nautiques (environ 22 km). Remis en service en 2004, la balise dispose d'une lampe à distance focale de 400 mm avec une lampe à économie d'énergie de cinq watts, contrôlée par une cellule photoélectrique.
L'accès à la plateforme, à une hauteur de 17 mètres, se fait par une tourelle d'escalier en spirale. L'accès à la deuxième galerie se fait par trois escaliers intérieurs. À l'extérieur de la tour se trouve un escalier en colimaçon, qui sert d'escalier d'évacuation en cas d'incendie.

## Description
Le phare  est une tour en fonte à base carrée de 34 m de haut, avec galerie et lanterne montée sur une plateforme à jambages à claire-voie. Les quartiers des gardiens sont incorporés dans la tour. La tour est peinte en brun foncé. Son feu fixe émet, à une hauteur focale de 29 m, une lumière blanche d'une portée nominale est de 2 milles nautiques (environ 3,7 km).
Identifiant : ARLHS : FED-0284 - Amirauté : B....- NGA : .... .
|       |
| Dorum |

|          |
| Le phare |

### Lien connexe
- Liste des phares en Allemagne